# 1-Methoxy-2-propylacetat
1-Methoxy-2-propylacetat oder Propylenglycolmonomethyletheracetat (PGMEA) ist eine organisch-chemische Verbindung aus der Gruppe der Carbonsäureester.

## Gewinnung und Darstellung
1-Methoxy-2-propylacetat wird durch Veresterung von 1-Methoxy-2-propanol mit Essigsäure hergestellt.
Es zählt zu den chemischen Substanzen, die in großen Mengen hergestellt werden („High Production Volume Chemical“, HPVC) und für die von der Organisation für wirtschaftliche Zusammenarbeit und Entwicklung (OECD) eine Datensammlung zu möglichen Gefahren („Screening Information Dataset“, SIDS) angefertigt wurde.

## Eigenschaften

### Strukturhinweis
1-Methoxy-2-propylacetat ist chiral. Wenn in diesem Artikel oder in der technischen Literatur eine dieser Bezeichnungen ohne ein Präfix benutzt wird, ist stets das Racemat aus gleichen Teilen (R)-1-Methoxy-2-propylacetat und (S)-1-Methoxy-2-propylacetat gemeint.

### Physikalische Eigenschaften
1-Methoxy-2-propylacetat ist eine farblose Flüssigkeit, für die verschiedene Quellen bei Normaldruck einen Siedepunkt zwischen 145 °C und 151 °C angeben. Die Dampfdruckfunktion ergibt sich nach Antoine entsprechend log10(P) = A−(B/(T+C)) (P in kPa, T in °C) mit A = 6,02968, B = 1353,82 und C = 192,628 im Temperaturbereich von 0 °C bis 150 °C. Bei 20 °C löst sich die Verbindung bis zu 23 Ma% in Wasser bzw. lösen sich 5,5 Ma% Wasser in der Verbindung.

### Sicherheitstechnische Kenngrößen
1-Methoxy-2-propylacetat bildet entzündliche Dampf-Luft-Gemische. Die Verbindung hat einen Flammpunkt von 45 °C. Der Explosionsbereich liegt zwischen 1,3 Vol.-% (71 g/m3) als untere Explosionsgrenze (UEG) und 10,8 Vol.-% als obere Explosionsgrenze (OEG). Die untere Explosionsgrenze sinkt mit steigender Temperatur und liegt bei 100 °C bei 60 g/m3, bei 150 °C bei 53 g/m3 und bei 180 °C bei 49 g/m3. In Korrelation der Explosionsgrenzen mit der Dampfdruckfunktion ergibt sich ein unterer Explosionspunkt von 40 °C. Die Zündtemperatur beträgt 315 °C. Der Stoff fällt somit in die Temperaturklasse T2.

## Verwendung
1-Methoxy-2-propylacetat wird als Lösemittel, Verlaufs- und Filmbildehilfsmittel in der Lackindustrie verwendet. Es eignet sich insbesondere für Lacke, die Polyisocyanate enthalten. Weiterhin dient es als Lösemittel für Flexo-, Tief- und Siebdruckfarben, für Klebstoffe, für Kugelschreiberpasten für Farbstoffe in Möbelpolituren und Holzbeizen sowie für Farbstofflösungen zum Bedrucken und Färben von Textilien und Leder. Die Verdunstungszahl liegt bei 33. Um Peroxidbildung zu verhindern, wird es mit Butylhydroxytoluol (BHT) inhibiert.
In der Halbleiterindustrie ist es als safer solvent Bestandteil von vielen Fotolacken.